# Hydrelia controversa
Hydrelia controversa är en fjärilsart som beskrevs av Inoue 1982. Hydrelia controversa ingår i släktet Hydrelia och familjen mätare. Inga underarter finns listade i Catalogue of Life.